# Caso María José Coni e Marina Menegazzo
María José Coni e Marina Menegazzo foram duas jovens argentinas assassinadas em Montañita, cidade costeira na província de Santa Elena, Equador a cerca de 180 quilômetros a noroeste de Guayaquil. Na época, o desaparecimento e confirmação de morte das vítimas causou comoção na América Latina.
Devido a repercussão internacional e à pressão da mídia e dos familiares, o caso resolveu-se rapidamente, o que envolveu o então ministro do Interior José Serrano Salgado e o presidente da república, Rafael Correa, que deu o caso como resolvido 24h após a descoberta do crime. Evidências do assassinato foram expostas pelo governo em redes sociais um dia após a descoberta do mesmo. Os corpos de Coni e Menegazzo estavam a uma distância de poucos metros, e mesmo assim, foram encontrados com dois dias de diferença. Tais circunstâncias levantaram dúvidas sobre as versões dadas pela polícia e pelo Governo do Equador.
O crime desencadeou um amplo debate sobre o assédio sofrido pelas mulheres e duras críticas a questionamentos a respeito delas viajarem “sozinhas”, já que eram duas e estavam juntas, mas foram consideradas sozinhas por viajarem sem a companhia de um homem. Em redes sociais, usuárias garantiram que esse tipo de comentário não existiria se o mesmo estivesse ocorrido com homens.

## Envolvidos

### As vítimas

Marina Menegazzo (esquerda) e María José Coni (direita)

María José Coni tinha 22 anos e estudava economia na Universidade Nacional de Cuyo. Essa era a terceira vez que viajava ao exterior. Aos 15 anos, Coni conheceu o Brasil em uma viagem escolar e, mais tarde, foi ao Chile. Mas, segundo seu pai, Jorge Coni, “essa era a primeira vez que ela fazia [uma viagem] com seu próprio dinheiro”. Marina Menegazzo tinha 21 anos e estudava fonoaudiologia na Universidade de Aconcagua. Ela era a quinta de seis irmãos. Ambas as vítimas moravam em Godoy Cruz, na província de Mendoza. Elas atuavam como voluntárias na Fundação Puente havia dois anos. Segundo Evangelina Albarracín, presidente da fundação, todo domingo à noite elas saíam para dar alimentos para pessoas em situação de rua.
Coni e Menegazzo gostavam de viajar. Nesta última viagem, elas partiram para visitar vários países da América do Sul, incluindo o Equador, onde elas visitaram Quito, em Pichincha, Baños de Agua Santa, em Tungurahua, e a comuna de Montañita, em Santa Elena.

### Os réus
Alberto Segundo Mina Ponce tinha 33 anos à época do crime e trabalhava como vigia da comunidade local. A casa onde o crime aconteceu pertencia a ele.
Aurelio Eduardo "El Rojo" Rodríguez tinha 39 anos à época e pouco se sabe sobre sua vida.

## Narrativa

### Desaparecimento
Coni e Menegazzo deixaram Mendoza na Argentina, em 10 de janeiro de 2016, para viajar de férias pela América do Sul. Seu último destino era Montañita, no Equador, uma conhecida cidade costeira, que recebe um grande fluxo de visitantes estrangeiros. Elas iniciaram a viagem junto a mais duas amigas Agostina Cano e Sofía Sarmiento, que decidiram voltar a Mendoza em 10 de fevereiro.
Segundo familiares, o último contato que fizeram com Coni e Menegazzo foi na segunda-feira, 22 de fevereiro, pela manhã, após isso, não tiveram mais informações das jovens. Neste dia elas avisaram que estavam viajando do Equador para Lima e que não receberiam sinal por alguns dias. Esse contato foi supostamente feito no ônibus, mas amigos disseram que elas planejavam pedir carona, porque ficaram sem dinheiro e foram assaltadas no albergue. Em Lima, elas passariam uma noite na casa de uma amiga, com a qual as duas combinaram de telefonar antes, porém elas não telefonaram e, tampouco, apareceram em casa. De Lima elas pegariam um voo internacional da Sky Airlines no dia 25 e chegariam a Santiago do Chile naquela noite. De Santiago, elas pegariam um ônibus para Mendoza e chegariam, a princípio, no dia 26. Entretanto, as passagens de Santiago para Mendoza ainda não haviam sido compradas. Àquela altura Menegazzo e Coni não tinha conexão ou contato com ninguém desde que, alegadamente, deixaram Montañita, além de também não haver registros no cartão de crédito que Menegazzo tinha.
Família e amigos fizeram campanha em redes sociais pedindo ajuda para encontrar as jovens ou conseguir informações sobre elas. Além de divulgar fotos, eles também divulgaram a descrição de cada uma das jovem que dizia: “Marina Menegazzo tem cerca de 1,53 m de altura, loira, magra, com uma pinta ao lado do lábio. Maria José Coni é uma morena de aproximadamente 1,70 m de altura, magra, que eventualmente usa óculos.”

### Descoberta dos corpos
Após denúncias ao ECU 911 (número emergencial do Equador), foi descoberto um cadáver, que o instituto de criminalística transportou para o necrotério de Guayaquil, onde permaneceu como S.I. (sem identidade). Depois de ouvir as queixas da família e do cônsul da Argentina, entre os dias 26 e 27 de fevereiro, eles começaram a investigar e, juntamente com as impressões digitais enviadas pelas autoridades federais da Argentina, é determinado que o corpo pertencia a Maria Coni.
Os corpos das turistas argentinas foram encontrados entre montanhas a cerca de 200 metros da praia, entre Montañita e Manglaralto. O primeiro corpo foi encontrado na quinta-feira à noite. No domingo, a cerca de 50 metros da primeira descoberta, foi encontrado o segundo corpo, o de Menegazzo. Embora o corpo de Menegazzo tenha sido encontrado pela manhã, o mesmo só removido às 15h30, pois devido a uma chuva intensa que surpreendeu a equipe de peritos, no início da manhã, o acesso ao local foi difícil. Para remover o corpo, foi necessário que os agentes o carregassem até o carro da medicina legal. A área da descoberta foi isolada e nela, pelo menos uma dúzia de peritos criminais levantaram evidências. No dia 28, após a perícia, o ministro do interior José Serrano anunciou no Twitter que os cadáveres eram de Menegazzo e Coni.

### Autópsia
A autópsia revelou que Coni foi morta com um golpe no crânio, teve ferimentos na área genital devido ao abuso sexual ao qual resistiu. Ela também teve fraturas no fêmur, um dedo quebrado e marcas nas mãos como sinais de defesa. Menegazzo teve seis ferimentos cortantes por arma branca no pescoço, da mandíbula até a região cervical, sendo uma dessas feridas que causaram sua morte, por ter perfurado sua coluna e medula espinhal, porém não a matou na hora. De acordo com a médica legista Lidia Médano, “ela ficou paralisada por um tempo e não conseguia se mexer, mas podia ver e ouvir o que estava acontecendo.” A especialista também revelou que as duas meninas tinham irritações nos pulsos, o que sugere que elas foram algemadas ou amarradas. Além disso, Médano explicou que outra coincidência em ambos os corpos era que “elas não tiveram oportunidade de fazer movimentos defensivos”, o que poderia significar que estavam inconscientes ou sem possibilidade de defesa, o que é um agravante segundo o Código Orgânico Integral Criminal Equatoriano. Um exame toxicológico dos corpos revelou que as meninas foram drogadas antes de serem mortas, as análises mostraram a presença de benzodiazepina. A substância é usada em um coquetel tóxico com álcool que geralmente é usado para roubar ou estuprar à vítima após dopar a mesma. Foram encontraram evidências de estupro em um dos corpos.
Barbarita Miranda, que realizou a autópsia psicológica e social com base em entrevistas com as famílias das vítimas e pessoas da comuna de Montañita, acrescentou que antes da morte de Coni e Menegazzo, elas sofriam “estresse agudo e depressão ansiosa, porque era um ato de extrema violência de gênero.”

### Descrição do crime

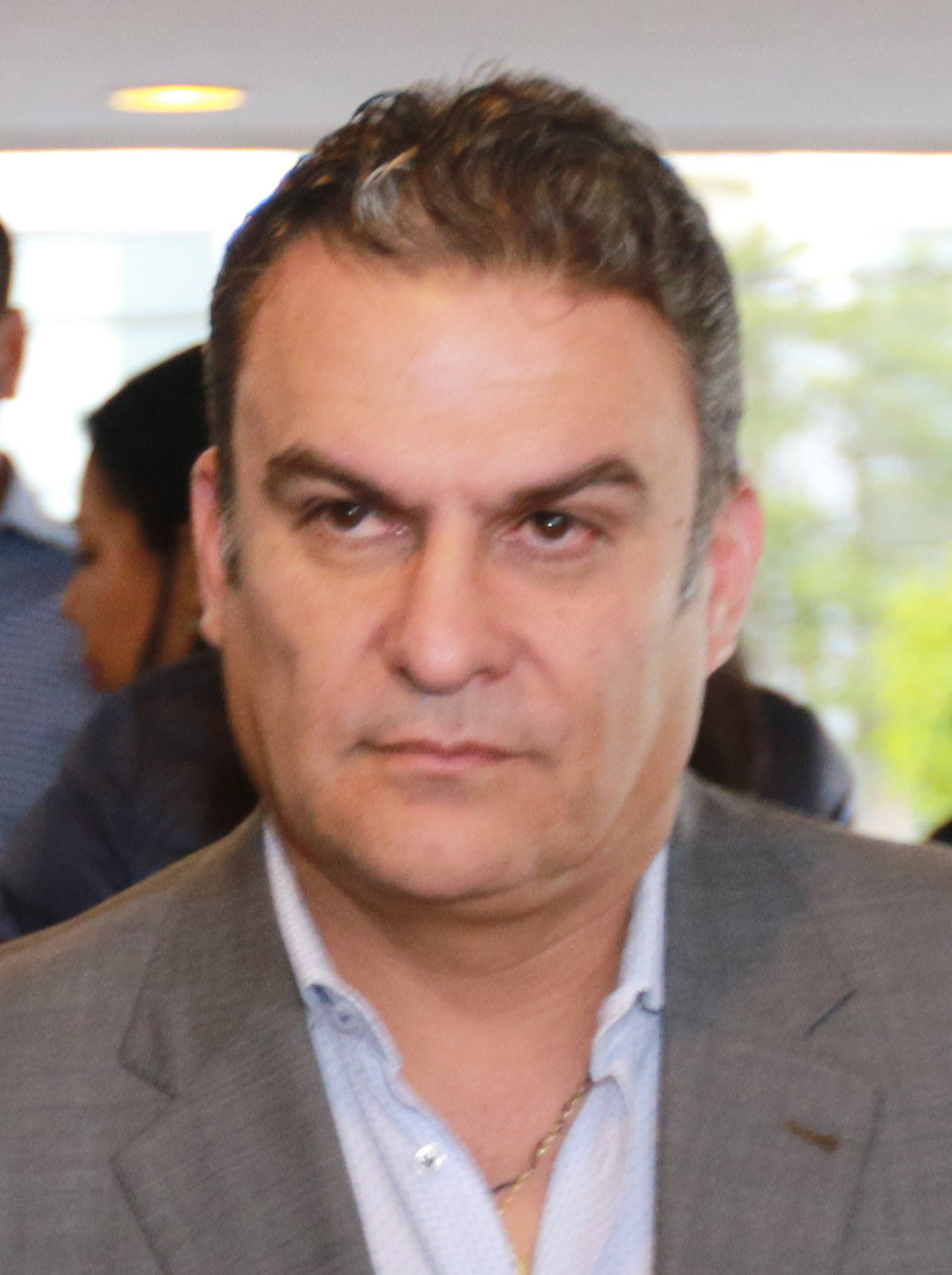
José Serrano Salgado então ministro do Interior

Em uma coletiva de imprensa no quartel modelo de Guayaquil, o Ministro do Interior, José Serrano, afirmou que as vítimas, Marina Menegazzo e María Coni, entraram no Equador por Huaquillas, província de El Oro, em 22 de janeiro por terra e em 22 de fevereiro, às 14:00h, eles deixaram o albergue onde estavam hospedados em Montañita. Serrano informou que, de acordo com a primeira versão do autor confesso Alberto Segundo Mina Ponce, entre as 20:00h e as 20:30h do mesmo dia (22 de fevereiro), Aurelio Eduardo Rodríguez, conhecido como "El Rojo", se aproximou dele para dizer que havia duas jovens argentinas em um dos bares conhecidos como La Abogadita. Os dois foram até elas e "el Rojo" os apresentou. Elas disseram que não tinham dinheiro e que voltariam a Guayaquil, onde pediriam carona para Lima.
Mina Ponce explicou que os dois ofereceram a casa dele para que elas passassem a noite. Os acusados as deixaram no local e saíram de casa. Tudo aconteceu mais tarde, no início da manhã, quando Mina Ponce e Rodríguez retornaram entre as 02:00h e as 02:30h de 23 de fevereiro. Menegazzo e Coni saíram para comprar um refrigerante, o que foi confirmado com a versão do dono da loja onde as duas fizeram a compra. Elas voltaram para a casa de Mina Ponce e, ao chegar, tanto ele quanto Rodríguez estavam bêbados. Em seguida, o autor confesso ficou com Maria Coni em um cômodo e "el Rojo" estava em outro com Marina Menegazzo. De acordo com Alberto Mina Ponce, ele tentou abusar de María Coni, que reagiu tentando sair do local, porém ele a golpeou na cabeça com uma madeira, matando-a instantaneamente. Então, o assassino de Coni entrou no outro cômodo, porque ouviu um grito, descobriu que Rodríguez havia cortado o pescoço de Menegazzo, tirando sua vida e saindo do prédio entre as 02:30h e as 03:00h. Alberto tentou limpar a cena do crime e lavou os corpos, colocou-os em sacos plásticos, os empacotou com fita adesiva e, aproximadamente às 15:00h do dia 23 de fevereiro, ele levou os corpos em um carrinho de mão até cerca de 400 metros de sua casa e deixou o corpo de Coni e tentou esconder o de Menegazzo.

### Investigação e julgamento
O julgamento do caso iniciou-se no dia 8 de agosto de 2016 e terminou do dia 17 do mesmo mês. A acusação apresentou mais de 200 evidências, incluindo 36 depoimentos.
Os depoimentos das testemunhas durante os primeiros dias do julgamento forram essenciais para o desfecho do caso. Um deles foi o de Pedro Rosales que disse aos juízes que, em 23 de fevereiro, emprestou um carrinho a Alberto Mina Ponce, que o devolveu horas depois. No mesmo dia uma mulher que o viu empurrando pacotes em um carrinho de mão entre às 11h e 14h naquele dia Uma funcionária da comuna de Montañita disse que um dia após o desaparecimento dos turistas, o réu solicitou "sacos de lixo". Além disso, a dona do bar conhecido como La Abogadita afirmou que Mina Ponce e "El Rojo" aproximaram-se das meninas em 22 de fevereiro à noite e depois as viram os quatro sair caminhando.Para mais, um motorista de táxi declarou que transportou "El Rojo" e as duas meninas de Montañita para a casa de Mina Ponce, que ele se sentou à frente e pagou pela corrida, e que Coni e Menegazzo se sentaram atrás e não falaram durante a viagem. Também prestaram depoimento policiais que prenderam o acusado, especialistas da Unidade de Criminalística da Polícia que fizeram o reconhecimento da cena do crime e colheram evidências, além de outros funcionários que inspecionaram o local. Por fim, José Lugo, um especialista da Colômbia, exibiu através de fotografias, os cenários em que estavam: o último albergue em que estavam alojadas, o bar conhecido como La Abogadita, o quiosque onde elas compraram refrigerantes com "El Rojo", a casa de Mina Ponce e o local da descoberta dos corpos.
Apesar de haver confessado o crime anteriormente, o vigilante Mina Ponce alegou inocência e afirmou que confessou o crime por pressão da polícia. Ele responsabilizou dois traficantes de drogas pela autoria do assassinato, mas a Justiça equatoriana não acreditou em sua versão. Rodríguez disse que só acompanhou as mochileiras em um táxi do bar onde ele as conheceu até a casa de Mina Ponce, onde foram mortas.
Alberto Segundo Mina Ponce foi considerado o responsável pelos crimes, com auxílio de Aurelio Eduardo "El Rojo" Rodríguez. Ambos foram condenados a 40 anos de prisão, pena máxima para por duplo homicídio qualificado, após se considerar que a motivação do crime foi sexual e que Maria José Coni e Marina Menegazzo foram drogadas. Os juízes Rosario Franco Jaramillo, Daniel Rodríguez e Kleber Franco chegaram a essa conclusão em uma decisão unânime após 10 dias de julgamento. Os magistrados entenderam que a materialidade do duplo assassinato é comprovada pela perícia e testemunhos. Nas acusações, a promotora María Coloma afirmou que “era incontestável que a pena máxima devia ser aplicada [...] eles as sequestraram, estupraram, drogaram e mataram”.

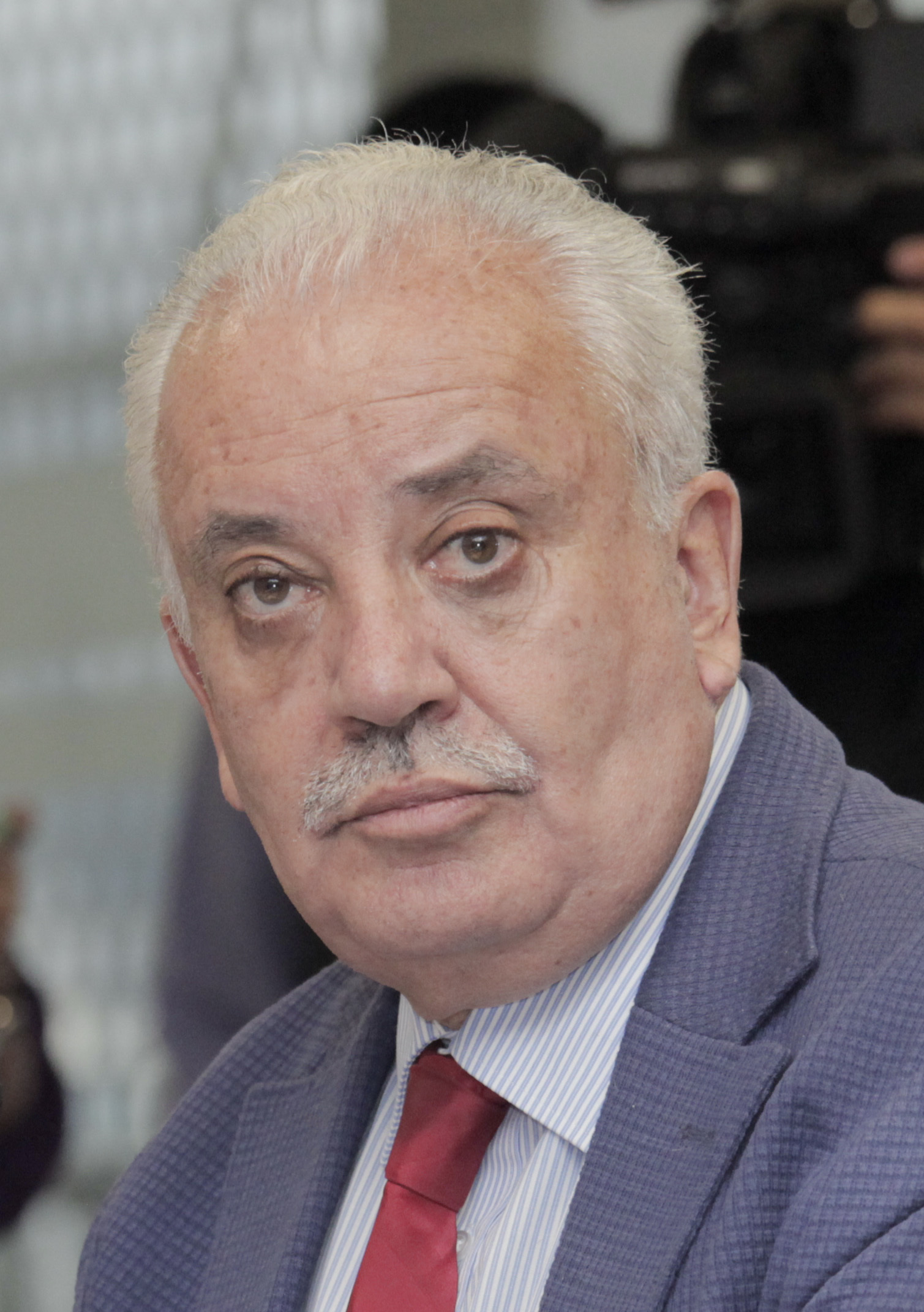
Galo Chiriboga: Procurador-Geral do Equador

Durante a primeira semana do julgamento, Procurador-Geral do Equador, Galo Chiriboga, afirmou suspeitar do envolvimento de outras pessoas envolvidas no crime. Chiriboga disse que havia evidências para os dois réus, mas também havia perfis genéticos de muitas outras pessoas na cena do crime que ainda não foram identificadas, por isso anunciou uma nova investigação.
Em novembro de 2016, José P. C. foi detido após ter seu DNA identificado na cena do crime. As amostras genéticas pertencentes a José P. C. foram coletadas em diferentes locais da casa onde os assassinatos foram realizados. José é irmão de Juan P. C., que foi quem encontrou o corpo de María Coni. Os irmãos moravam entre Guayaquil e Montañita, pois trabalhavam na cidade. Juan foi libertado, uma vez que não havia elemento de condenação contra ele, porém José fará um segundo julgamento, visto que ele não foi capaz explicar a presença de seu DNA na casa. Em sua defesa, José informou que ele cuspiu e que estava com o dente machucado, mas não há evidências disso. Uma amostra genética de José P. C. estava acima de duas outras: a de um dos assassinos e uma das vítimas. De acordo com María Coloma Pazmiño, promotara do caso, as evidências de DNA são irrefutáveis. As amostras foram encontradas em diferentes locais da casa misturadas com as das duas vítimas. Além de tudo, José P. C. era um colega de trabalho dos dois condenados quando o crime ocorreu. Coloma afirmou haver pelo menos cinco pessoas envolvidas no crime, pois havia mais dois vestígios de DNA ainda não identificados.

## Controvérsias

### Demissão no Ministério do Turismo
À época do crime, a então subsecretária do Ministério do Turismo do Equador, María Cristina Rivadeneira, afirmou que “com certeza isso [o assassinato] ocorreria com essas meninas em algum lugar, pois iam [do Equador] até a Argentina pedindo carona. Ia acontecer algo cedo ou tarde”, declarou a líder à agência de notícias alemã DPA em Berlim, durante uma proeminente feira de turismo. Ela também havia menosprezado os turistas que vão à Montañita dizendo que nunca foi a Montañita porque o local não tem seu perfil social. O governo do Equador se desculpou pelas declarações e demitiu Rivadeneira.

### Dúvidas sobre a versão do governo
O duplo homicídio e a forma como o caso foi solucionado levou a alegações de que o crime estava ligado a um caso de tráfico de pessoas e houve um encobrimento pelo governo equatoriano.
As famílias das vítimas duvidam da versão que a polícia e o governo equatoriano apresentaram sobre o crime. Para eles, não seria possível solucionar o caso em menos de 24 horas após os cadáveres terem sido achados, como ocorreu. Ademais, de acordo com a polícia, Coni e Menegazzo conheceram Mina Ponce e Rodríguez em um bar de Montañita e foram para a casa de um deles na mesma noite. Lá, foram assassinadas após se negarem a manter relação sexual com eles. As famílias afirmam que as jovens não sairiam de livre e espontânea vontade com homens com o tipo físico dos supostos criminosos. Além disso, os acusados apresentaram diferentes versões para os assassinatos.
Gladys Steffani, mãe de María José Coni, questionou a versão dada pelo governo equatoriano afirmando que havia muitos coisas mal explicadas. Evidências e fotos dos envolvidos foram expostas no Twitter pelo ministro do Interior um dia após o descobrimento do crime e o próprio presidente, Rafael Correa, disse que o caso foi resolvido depois de 24 horas. No julgamento, realizado em agosto do mesmo ano do crime, os dois primeiros homens presos pela polícia, Alberto Segundo Mina Ponce e Aurelio Eduardo "El Rojo "Rodríguez, foram condenados a 40 anos de prisão. Porém, Steffani disse que “apesar de Correa afirmar que o caso foi resolvido, para ela não foi.” Ela citou “ocultação de evidências ”, “mentiras ” e “inconsistências ” nas investigações e declarações. Além disso, Maria Coni foi encontrada morta em 25 de fevereiro entre arbustos, a cerca de meio quilômetro da praia, na área de Nueva Montañita, porém o corpo de Marina Menegazzo foi descoberto apenas dois dias depois, no dia 27, sendo que o mesmo estava a poucos metros de distância do local do primeiro achado.

Gladys Steffani morta em maio de 2018.

Gladys Steffani morreu em 11 maio de 2018 devido a um câncer de pulmão. Todo o estresse, dor e ansiedade tiveram um impacto muito prejudicial à saúde. Steffani sempre mostrou-se forte e lutou para que a verdade fosse conhecida. Ela viajou várias vezes ao Equador para estar presente durante os julgamentos que foram feitos aos diferentes réus pelo duplo crime. O falecimento foi lamentado via redes sociais por Osiris David Sánchez, advogado da família. Já María Dolores Coloma Pazmiño, promotora do caso, disse ao La Nación que “ela era uma mulher que com a dor da perda da filha, apesar das longas jornadas de trabalho, estava sempre lá, prestando atenção aos mínimos detalhes”, afirmou “Gladys está com sua estrelinha, foi Majo quem a chamou”, encerrou.

## Debate sobre assédio e violência de gênero
O assassinato desencadeou um amplo debate sobre o assédio sofrido pelas mulheres e duras críticas a questionamentos a respeito delas viajarem “sozinhas”, ou seja, sem a companhia de um homem. Muitas pessoas responsabilizaram as jovens por sua morte ao lançar dúvidas sobre as circunstâncias do assassinato e questionar a decisão delas de viajar “sozinhas”. Nos dias que se seguiram à descoberta do crime, ganhou popularidade no Twitter a hashtag #viajosola (#viajosozinha, na tradução do espanhol), adotada pelas usuárias da rede social para defender seu direito de viajar “sozinhas”. As usuárias também contestaram as afirmações de que Coni e Menegazzo estavam viajando “sozinhas”, já que eram duas e estavam juntas, e garantiram que esse tipo de comentário não existiria se o mesmo estivesse ocorrido com homens.
Várias jornalistas latino-americanas também expressaram seu mal-estar por alguns comentários feitos sobre morte das turistas argentinas. Foi o caso de Catalina Ruiz Navarro, colunista do jornal colombiano El Espectador, que criticou a atitude de parte da imprensa a respeito da tragédia: “Perguntaram [...] se elas estavam festejando em Montañita (esse espaço de perdição para jovens), se elas gostavam muito de dançar. Sem dúvida, elas provocaram seu assassinato. Pior ainda: querer conhecer o mundo foi provocar o assassinato”, escreveu ela em um artigo.
Uma das opiniões mais condenadas sobre a morte das jovens argentinas foi a do psiquiatra argentino Hugo Narietán, que definiu as jovens como “vítimas propícias”, segundo o site BigBang. Marietán as classificou como mulheres que assumem “um alto risco e, de alguma maneira, formam parte do que movimenta o crime. Isso sem tirar o peso da responsabilidade dos agressores”. A jornalista Silvina Heguy replicou em uma matéria intitulada “#viajosozinha: tudo o que não pode ser”, publicada no site Anfibia: “Ainda não podemos deletar a ideia de que aquelas que viajam sozinhas não estão brincando com fogo. Que, se viajamos sem companhia – quer dizer, sem um homem que 'nos proteja' –, devemos assumir a condição de estarmos disponíveis para aqueles que acreditam que podem fazer com as mulheres o que eles quiserem,” escreveu Heguy.
A presidente do Conselho Nacional das Mulheres da Argentina, Fabiana Tuñes, também criticou duramente as palavras do psiquiatra Marientán: “Sinto uma terrível dor pelo fato de que um psiquiatra não entende o que significa ser mulher em uma sociedade machista [...] As vítimas nunca são responsáveis por nada, porque estamos falando de violência de gênero”, afirmou ao site BigBang.
Em sua defesa, o psiquiatra disse rechaçar “fortemente” a interpretação de que ele culpa as vítimas pelo assassinato: “Como eu poderia culpar essas pobres meninas? [...] É claro que repudio os assassinos. A intenção é prevenir crimes e fazer com que as mulheres tenham o devido cuidado antes de se arriscarem em situações nas quais seja difícil se defender. O meu foco é a prevenção” afirmou Narietán, segundo o mesmo site.
Guadalupe Acosta, estudante de Comunicação do Paraguai, expressou a indignação sua e de muitos com uma carta aberta que viralizou nas redes sociais. Carta essa escrita em primeira pessoa, apesar de não falar por ela. Ayer me mataron (Ontem me mataram) foi compartilhada mais de meio milhão de vezes. “Ontem me mataram. Neguei-me a deixar que me tocassem e com um pau arrebentaram meu crânio. Me deram uma facada e me deixaram morrer sangrando”, inicia a carta, “Como lixo, me colocaram em um saco de plástico preto, enrolada com fita adesiva, e fui jogada em uma praia, onde horas mais tarde me encontraram'.” O texto completo convida a levantar a voz contra o machismo e a violência contra as mulheres, além de denunciar a culpabilização da mulher por ser vítima de violência de gênero.